# Districte d'Elbe-Elster
El Districte d'Elbe-Elster (en baix sòrab Wokrejs Łobjo-Hałštrow , alt sòrab Wokrjes Łobje-Hałštrowy) és un districte alemany (districte) en l'estat federal de Brandenburg (Alemanya).

## Geografia
El districte es troba al sud de l'estat federal de Brandenburg. Després del districte de Prignitz està la ciutat de Mühlberg a la vora del riu Elba. L'altre riu que creua el territori del districte és el Schwarze Elster, que fluïx en direcció sud-oest. Els districtes veïns al nord-oest corresponen a l'estat de Saxònia-Anhalt denominat Wittenberg, al nord es troben els districtes de Teltow-Fläming i Dahme-Spreewald, a l'est el districte d'Oberspreewald-Lausitz, al sud el districte de Riesa-Großenhain i a l'oest el districte de Torgau-Oschatz, tots ells a Saxònia.

## Evolució demogràfica

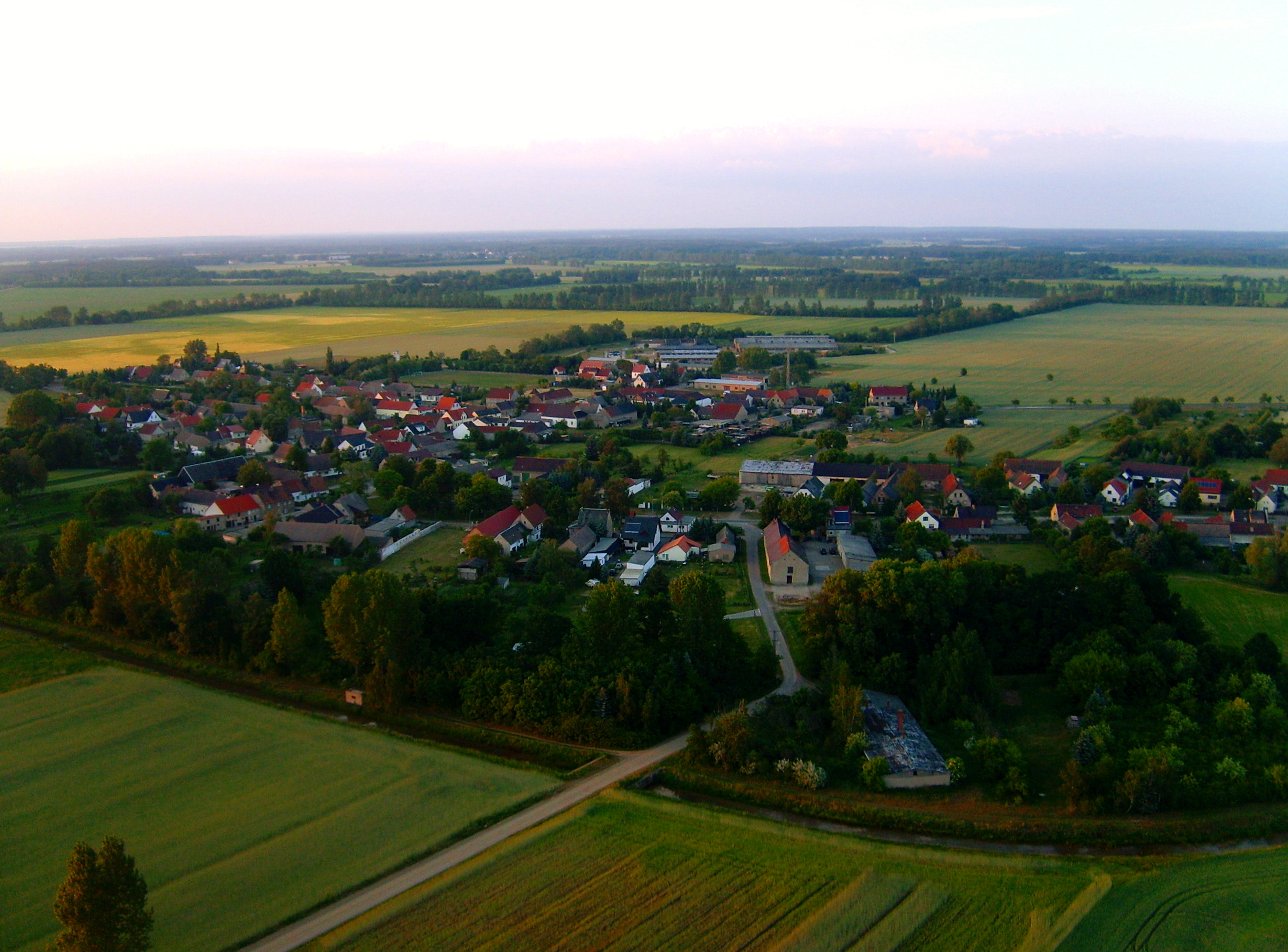
Lausitz a Bad Liebenwerda

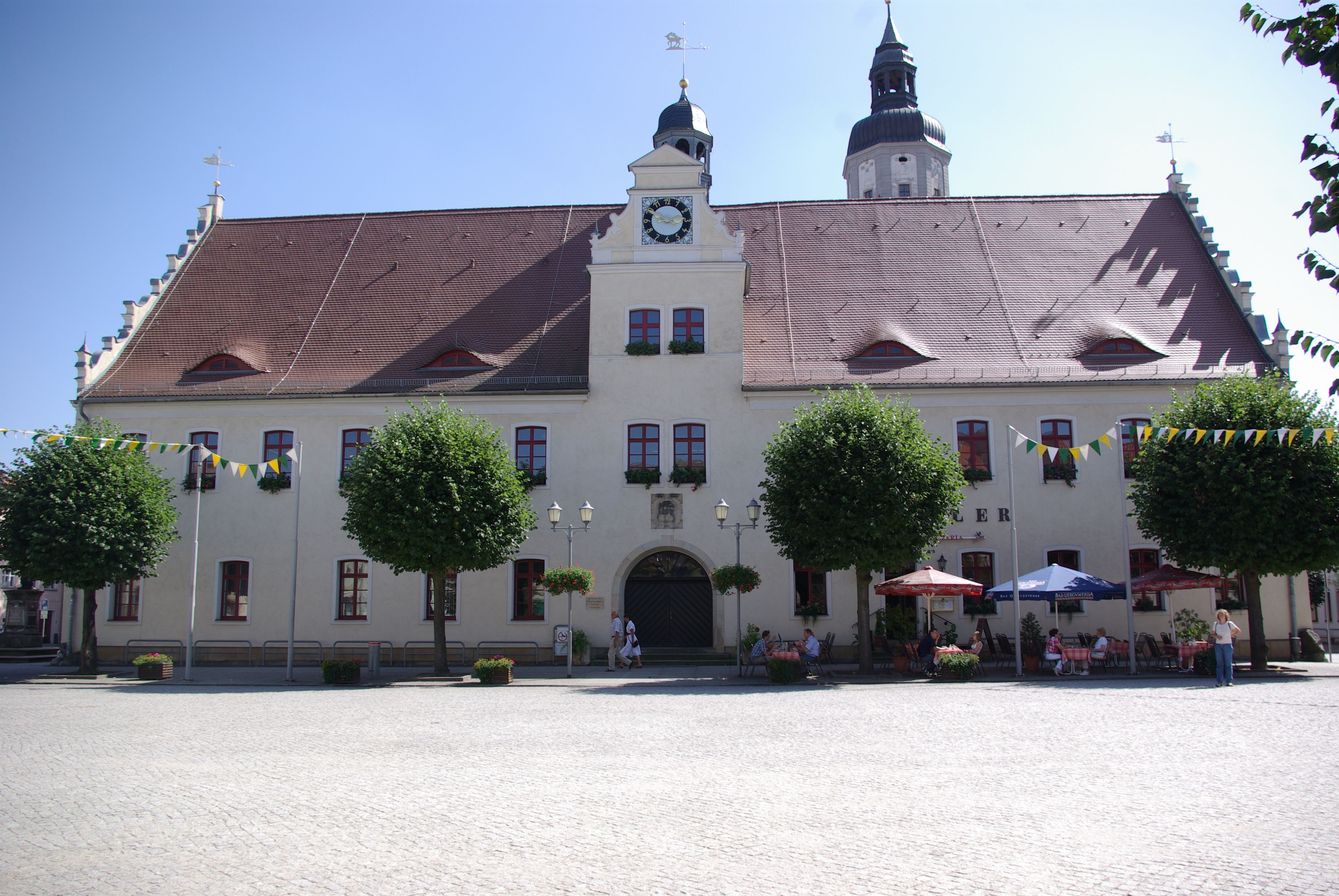
Ajuntament de Herzberg (Elster)

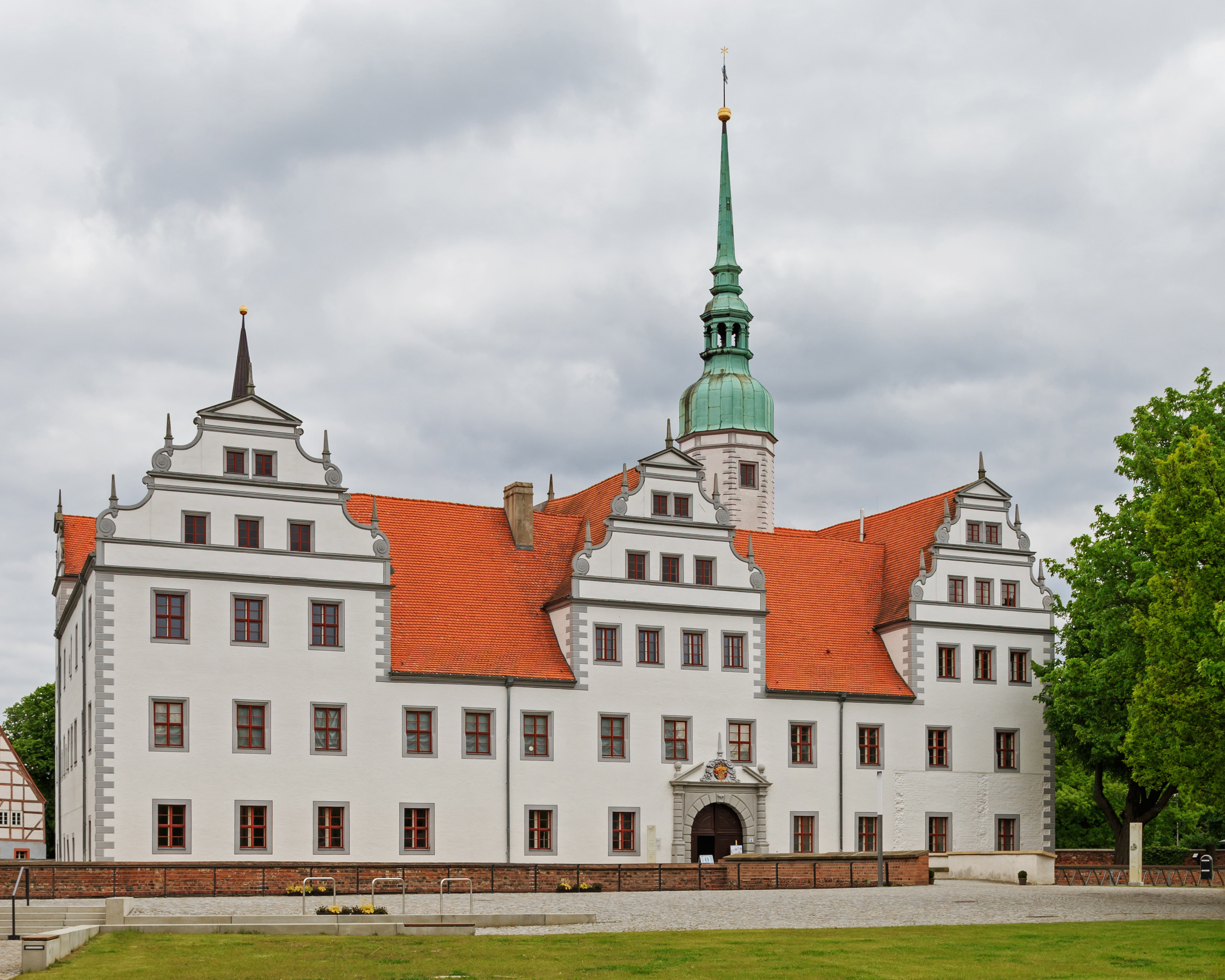
Castell de Doberlug a Doberlug-Kirchhain

| Any  | Població |
| ---- | -------- |
| 1990 | 142.679  |
| 1991 | 139.850  |
| 1992 | 139.065  |
| 1993 | 139.058  |
| 1994 | 137.947  |
| 1995 | 136.889  |
| 1996 | 136.286  |
| 1997 | 135.624  |

| Any  | Població |
| ---- | -------- |
| 1998 | 150.414  |
| 1999 | 148.124  |
| 2000 | 145.110  |
| 2001 | 141.959  |
| 2002 | 139.062  |
| 2003 | 136.251  |
| 2004 | 134.025  |
| 2005 | 132.032  |

| Any  | Població |
| ---- | -------- |
| 2006 | 119.773  |
| 2007 | 117.522  |
| 2008 | 115.560  |
| 2009 |          |
| 2010 |          |
| 2011 |          |
| 2012 |          |
| 2013 |          |

## Política

### Governador (landräte)
- 1994-2002 - Walter Kroker (CDU)
- 2002-2010 - Klaus Richter (SPD)

### Kreistag
La composició del Kreistag el 28 de setembre de 2008 era:
| Partit                              | Escons |
| ----------------------------------- | ------ |
| CDU                                 | 14     |
| SPD                                 | 10     |
| Die Linke                           | 10     |
| Landwirtschaft, Umwelt, Natur (LUN) | 5      |
| FDP                                 | 3      |
| DVU                                 | 3      |
| BVB/50 Plus                         | 2      |
| Bündnis 90/Grüne                    | 1      |
| UWG                                 | 1      |
| Bürger für Finsterwalde             | 1      |

## Composició del Districte
Després de la reforma del districte en l'any 2003 es va mantenir la composició de 33 gemeinden, i 11 ciutats städte.
| Städte ¹ Ciutats lliures 1. Bad Liebenwerda (10.236) 2. Doberlug-Kirchhain (9.342) 3. Elsterwerda (8.959) 4. Falkenberg (Elster) (7.378) 5. Finsterwalde (17.861) 6. Herzberg (Elster) (10.275) 7. Mühlberg (Elster) (4.437) 8. Schlieben¹ (2.734) 9. Schönewalde (3.418) 10. Sonnewalde (3.529) 11. Uebigau-Wahrenbrück (6.007) Amtsfreie Gemeinde 1. Röderland (4.477) | Ämter i municipis associats 1. Elsterland (5.613) 1. Heideland (610) 2. Rückersdorf (1.737) 3. Schilda (547) 4. Schönborn (1.917) 5. Tröbitz (802) 2. Kleine Elster (Lusàcia) (6.745) 1. Crinitz (1.450) 2. Lichterfeld-Schacksdorf (1.214) 3. Massen-Niederlausitz (2.309) 4. Sallgast (1.772) 3. Plessa (7.504) 1. Gorden-Staupitz (1.148) 2. Hohenleipisch (2.552) 3. Plessa (3.216) 4. Schraden (588) 4. Schlieben (6.292) 1. Fichtwald (735) 2. Hohenbucko (727) 3. Kremitzaue (989) 4. Lebusa (911) 5. Schlieben (Ciutat) (2.930) 5. Schradenland (5.250) 1. Gröden (1.629) 2. Großthiemig (1.203) 3. Hirschfeld (1.456) 4. Merzdorf (962) |